# 황수관
황수관(黃樹寬, 1945년 8월 30일 ~ 2012년 12월 30일)은 대한민국의 저술가 겸 대학 교수이며 전직 정치가이다. 대한민국의 유명한 "신바람 박사"라고 불렸다.

## 생애
본관은 평해이고 호(號)는 산남(山南)이다. 1945년 8월 30일 일본 히로시마시 인근에서 태어났고, 경상북도 경주군 강서면(現 경상북도 경주시 안강읍)에서 유년 시절을 보냈다. 종교는 개신교이며 서울 강남중앙감리교회 장로를 지냈다.
1966년 대구교육대학교를 전문학사 학위하고 1979년까지 초등학교 교사로 일했다. 자녀 셋을 둔 상태에서 대구대학교 사회복지학을 전공하여 문학 학사, 경북대학교 교육대학원 (체육)교육학 석사 학위를 취득, 경북대학교 의대 연구원 과정에서 10여년간 공부하였다. 그 후 국민대학교 대학원에서 생리학을 전공하여 박사학위를 취득하였다. 연세대학교 의과대학 생리학교실 교수로, 운동 및 건강에 관한 100여편 이상의 논문을 발표하였다. SBS 호기심 천국, 베스트셀러 1위 '황수관 박사의 신바람 건강법'으로 대중에게 널리 알려졌다. 그 외에 2002년 한일월드컵 자문위원, 2005년 부산 APEC 정상회의 홍보대사, 2011년 대구세계육상선수권대회 홍보대사를 지냈다.
1999년에 새천년민주당에 입당하여 보건행정교육특보위원, 당무위원을 맡았으며, 2000년 총선에서는 서울 마포구 을 후보로 출마했으나 박주천 한나라당 후보에 패배하여 낙선했다. 2002년에 한나라당으로 당적을 옮겼으며, 2004년 총선, 2005년 재보궐선거, 2008년 총선, 2009년 재보궐선거, 2012년 총선 비례대표 후보 공천 신청을 하였지만 모두 탈락하였다. 그 후 새누리당 상임고문으로 활동하다가 2012년 10월에 박근혜 새누리당 대선 후보 대외협력특보로 임명받았다.
2012년 12월 30일, 서울 도곡동 강남세브란스 병원에서 급성 패혈증으로 인하여 향년 68세를 일기로 사망했다. 사망 직전에는 경기 군포시에 있는 자택에서 급성 패혈증세를 보여 수술을 받은적이 있으며, 채널A의 월컴투 돈월드에서 노인과 주부를 대상으로 비싼 가격에 강매하거나 충동 구매를 부추기는 불법 홍보관에 대해 강연을 하였다.

## 방송 출연
- 1994년 SBS 그것이 알고싶다 (빗나간 몸매의 유혹 - 1994 살빼기 실태보고) - 인터뷰
- 1997년 SBS 정보특급 금요베스트 10
- 1997년 SBS 출발! 모닝와이드 - 황수관 박사의 42년만의 귀향
- 1997년 SBS 한선교의 좋은 아침
- 1997년 SBS 이경실의 세상을 만나자
- 1997년 SBS 황수관의 신바람 건강
- 1997년 KBS 2TV 밤의 이야기쇼
- 1997년 SBS 황수관 박사의 신바람 건강법
- 1997년 SBS 황수관 박사의 신바람 세상
- 1997년 SBS 생방송 4시 신바람 스튜디오
- 1997년 KBS 1TV 체험 삶의 현장
- 1997년 KBS 1TV TV는 사랑을 싣고
- 1997년 KBS 1TV 新 한국기행 - 경북 경주 편
- 1998년 KBS 2TV KBS 인간대학 - 꿈을 크게 가져라
- 1998년 SBS 특집 황수관 김미화의 해피타임
- 1998년 SBS 일일시트콤 순풍산부인과 - 특별출연
- 1998년 ~ 2002년 SBS 호기심 천국 MC
- 1998년 ~ 1999년 KBS 2TV 행복채널 - 행주특강
- 1999년 KBS 2TV 파워인터뷰
- 1999년 MBC 황수관의 건강스페셜 - MC 임성훈과 함께 진행
- 1999년 KBS 2TV 엄마와 함께 동화나라로 - 황수관의 큰 꿈을 가져라, 황수관의 동화로 떠나는 세계여행
- 1999년 SBS 일일시트콤 순풍산부인과 - 400회 특집
- 2000년 KBS 2TV 행복채널
- 2008년 KBS 1TV 아침마당 - 해피타임
- 2010년 KBS 1TV 무엇이든 물어보세요
- 2011년 KBS 1TV 아침마당 - 목요특강
- 2012년 KBS 2TV 개그콘서트 - 위대한 유산 게스트
- 2012년 MBC TV 세상을 바꾸는 퀴즈
- 2012년 MBN 황금알
- 2012년 채널A 웰컴투 돈월드

## 광고 출연
- 1997년 옥시레킷벤키저 옥시참벨엔돌핀
- 1997년 쌍용정유 쌍용 슈퍼크린 LB
- 1997년 옥시레킷벤키저 참벨 불스원샷
- 1997년 노송가구 오페딕침대
- 1997년 웅진코웨이
- 1998년 근로복지공단
- 1998년 현대건설 거제현대아파트
- 1999년 현대자동차 아토스
- 1999년 농심 콩라면
- 1999년 대한민국 보건복지부
- 1999년 서울우유 네버다이 칸
- 1999년 한국가스안전공사
- 2000년 동서식품 동서보리차
- 2001년 미건의료기 개인용 온열기

## 홍보대사
- 대한적십자사 홍보대사

## 저서
- 황수관 박사의 9988건강강좌
- 황수관 박사의 웰컴 신바람인생
- 저보세요, 저보세요 그래도 웃잖아요!
- 신바람 건강법
- 신바람나면 살맛 납니다
- 황수관의 건강선언
- 큰 꿈을 가져라 1,2
- 황수관 건강 따라하기

## 역대 선거 결과
| 실시년도 | 선거   | 대수 | 직책     | 선거구         | 정당         | 득표수    | 득표율          | 순위 | 당락 | 비고 |
| -------- | ------ | ---- | -------- | -------------- | ------------ | --------- | --------------- | ---- | ---- | ---- |
| 2000년   | 총선   | 16대 | 국회의원 | 서울 마포구 을 | 새천년민주당 | 40,923 표 | \| \| 45.43% \| | 2위  | 낙선 |      |
|          | 45.43% |      |          |                |              |           |                 |      |      |      |

## 가족 관계
- 아버지: 황봉용 (1915년 8월 7일(음력) ~ 2007년 8월 1일(양력))
- 어머니: 구정순 (1920년 7월 17일(음력) ~ 1997년 9월 3일(양력))